# Свети Димитър (Кавадарци)
Вижте пояснителната страница за други значения на Свети Димитър.
„Свети Великомъченик Димитър“ или „Свети Димитрий“ (на македонска литературна норма: „Свети Димитар“, „Свети Димитриј“) е възрожденска православна църква в Кавадарци, централната част на Северна Македония, главна енорийска църква на града и на Кавадарското архиерейско наместничество на Повардарската епархия на Македонската православна църква.
Църквата е възобновена в 1834 година. Ферманът за изграждането е издействан в Цариград от богатия кавадарски търговец Диме Велков. Според народните предания е частично изписана в 1843 година, но няма никакви писмени сведения за зографите. Олтарното пространство е наново изписано от групата на Светозар Богдановски от Велес в 1995 година. Църквата е трикорабна базилика с полукръгла апсида на изток и тремове от южната и западната страна и женска църква на запад. Има два помощни олтара с иконостаси от южната и северната страна. Единият олтар е посветен на Свети Димитър, другият на Света Петка. Иконите датират от времето на възобновяването на църквата в 1843 година и са дело на неизвестни иконописци.